# Holzsadel

Das Wappen der Holzsadel

Die Holzsadel (in unterschiedlichen Schreibweisen auch Holtzsatel, Holzadel oder Holtzadel) waren ein erstmals im Jahre 1254 urkundlich erwähntes niederhessisches Adelsgeschlecht, das wahrscheinlich von den Herren von Homberg abstammte.
Die Ersterwähnung der Familie findet sich in einer Schenkungsurkunde des Klosters Haina, in der die Brüder Eberhard, Widerold und Konrad von Hohenberg, genannt Holzadel erscheinen. Elf Jahre später, 1265, befinden sich Eberhard und Konrad im Gefolge der Herzogin Sophie von Brabant, die ihrem Sohn Heinrich gerade die Landgrafschaft Hessen gesichert hatte. Mitglieder des Geschlechts waren in den folgenden 250 Jahren Lehnsmannen der Landgrafen, teilweise auch der anderen Territorialherren in Niederhessen, wie der Grafen von Ziegenhain, der Grafen von Waldeck und der Erzbischöfe von Mainz. Sie waren im Raum Homberg-Borken begütert. Ihren Hauptsitz hatten sie seit der Mitte des 14. Jahrhunderts in Nassenerfurth, wo sie Inhaber eines Homberger Burglehens waren und an der Stelle des heutigen Schlosses Nassenerfurth eine Wasserburg besaßen. 1369 waren die Brüder Hermann und Wigand Holzsadel bei dem Überfall der Brüder Curt/Conrad, Bernhard und Reinhard von Dalwigk, mainzische Burgmannen auf der Schauenburg, auf den Abt von Corvey, Ernst von Braunschweig-Grubenhagen, und dessen Gefangennahme bei Wolfhagen beteiligt.
Besonders, aber nicht nur, in hessischen Diensten hatten einige Mitglieder des Geschlechts wichtige Ämter inne. 1483 wurden sie hessische Erbküchenmeister. Wigand Holzsadel war um 1483 Komtur des Deutschen Ordens in Griefstedt. Henne Holzsadel begleitete Landgraf Wilhelm I. im Jahre 1486 zur Krönung des Königs Maximilian I. nach Aachen und wurde dort, zusammen mit dem Landgrafen und fünf anderen hessischen Adligen, mit dem Schwert Karls des Großen zum Ritter geschlagen. Sein Bruder Werner Holzsadel war ebenfalls in Aachen anwesend, im Gefolge des Kölner Erzbischofs Herman IV., dem Onkel des hessischen Landgrafen. Ob er auch der 1508 als Amtmann zu Sinzig im Herzogtum Jülich bekundete Werner Holzsadel von Nassenerfurth ist, ist nicht klar. 1516 hatte Wilhelm Holzsadel von Nassenerfurth dieses Amt inne.
Als letzte männliche Vertreter des Geschlechts verstarben im Jahre 1520 Hans Holzsadel der Jüngere, ehemaliger Hofmarschall des Landgrafen Wilhelm I., und 1526 sein Sohn Werner, ehemals Amtmann zu Sinzig. Der gesamte Lehns- und Allodialbesitz des letzten Holzsadel kam über seine beiden Schwestern Marie und Else an deren Ehegatten Reinhard II. von Baumbach und Hans von Wallenstein.